# Садовский, Виктор Александрович
Виктор Александрович Садо́вский — (1922 — 1997) — советский кинорежиссёр и сценарист. Заслуженный деятель искусств РСФСР (1976). Член ВКП(б) с 1945 года.

## Биография
Родился 26 декабря 1922 года в Петрограде. Участник Великой Отечественной войны с 1944 года. Служил киномехаником полка.
В 1962 году окончил режиссёрский факультет ГИТИСа.
С 1960 года — режиссёр-постановщик киностудии «Ленфильм». А с 1968 года — ещё и автор сценариев своих фильмов.
Дочь — Вика Садовская, снималась в эпизодических ролях, в частности в фильме «Одиннадцать надежд».
Скончался 12 ноября 1997 года. Похоронен в Санкт-Петербурге на Серафимовском кладбище.

## Фильмография

### Режиссёр
- 1960 — Победитель  (короткометражный)
- 1970 — Золото высоких Татр  (документальный)

### Режиссёр и сценарист
- 1968 — Удар! Ещё удар!
- 1971 — Ход белой королевы
- 1975 — Одиннадцать надежд
- 1978 — Всё решает мгновение
- 1981 — Девушка и Гранд
- 1985 — Соперницы
- 1991 — Мой лучший друг — генерал Василий, сын Иосифа

## Награды
- заслуженный деятель искусств РСФСР (1976)
- орден Отечественной войны II степени (6.4.1985)
- медали